# Agyrta chena
Agyrta chena är en fjärilsart som beskrevs av Druce 1893. Agyrta chena ingår i släktet Agyrta och familjen björnspinnare. Inga underarter finns listade i Catalogue of Life.